# Uliocnemis biplagiata
Uliocnemis biplagiata là một loài bướm đêm trong họ Geometridae.